# Muerte (personificación)

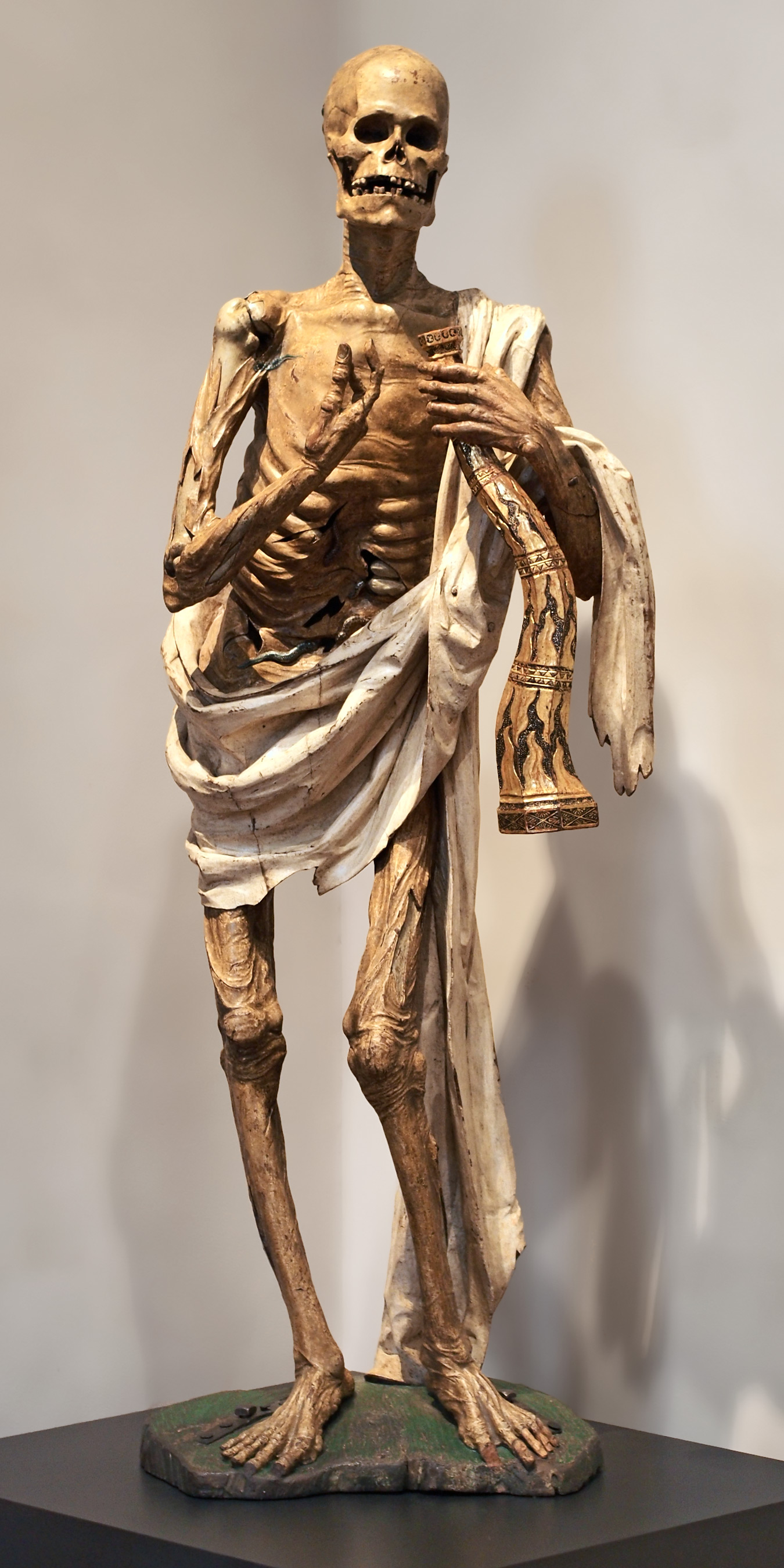
La Muerte, del español Gil de Ronza,.

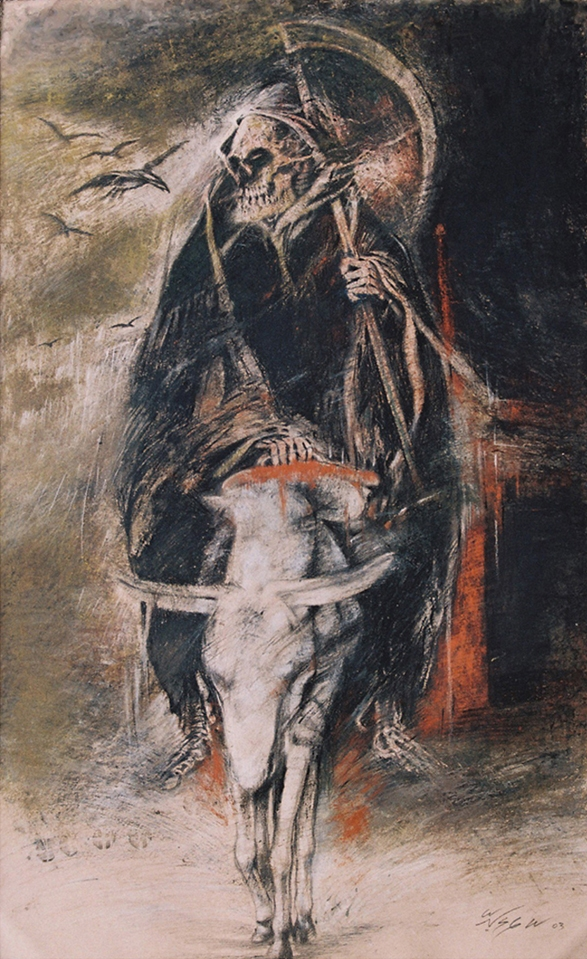
La Parca, de Antonio García Vega

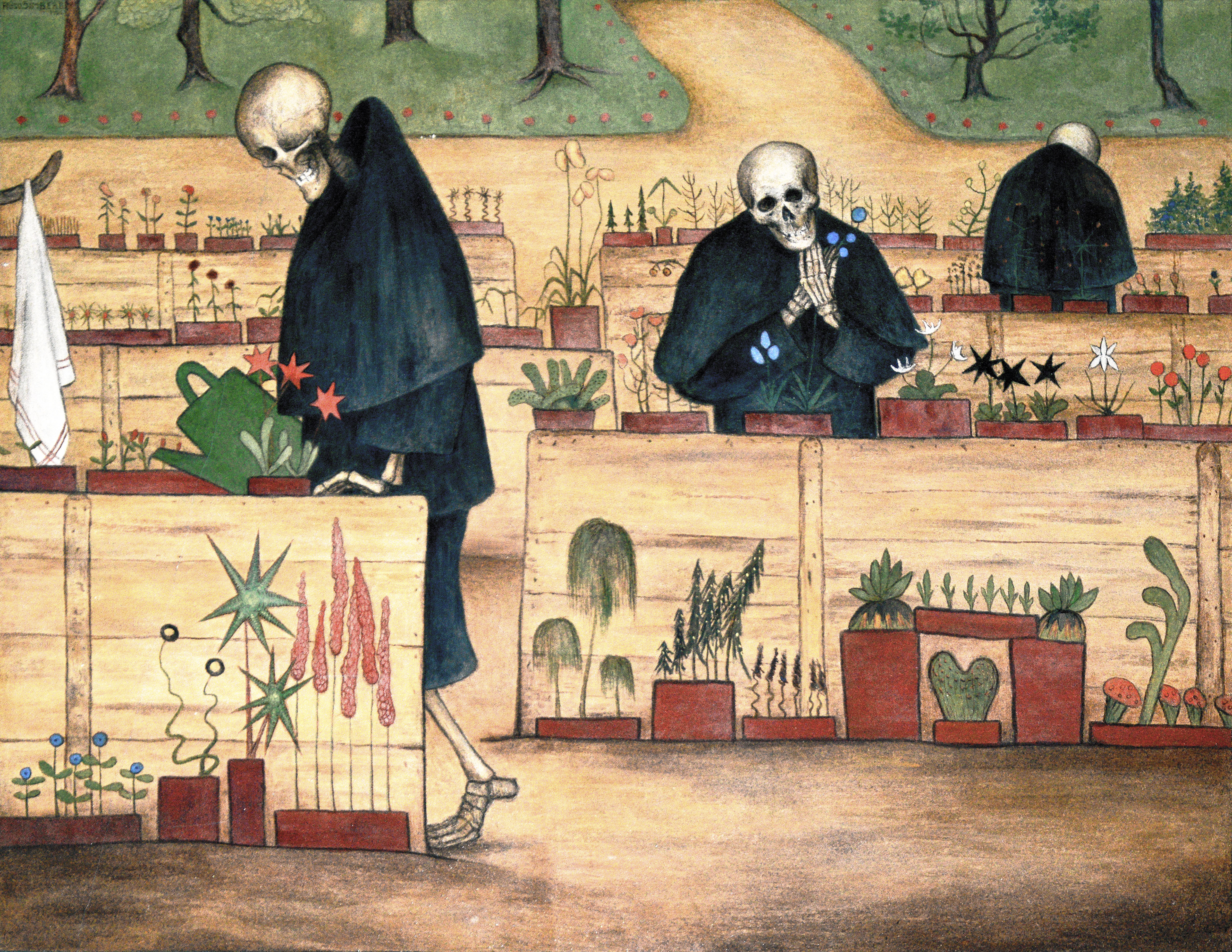
El jardín de la muerte, del francés Hugo Simberg (1906).

El concepto de la muerte como una entidad antropomórfica ha existido en muchas culturas desde los albores de la humanidad. La muerte (como personificación) es también denominada la descarnada, chata, huesuda, pelona, quirina, o calaca.
En español, además del nombre propio de la Muerte es común emplear el término la Parca proveniente de la mitología romana. Si bien el concepto en muchas culturas fue representado a través de una deidad de la muerte u otro ser sobrenatural, fue a partir del siglo XV que comenzó a ser representado como una figura esquelética que lleva capa y capucha. También se da el nombre del Ángel de la Muerte. En rigor no hay ninguna mención en la Biblia del Ángel de la Muerte; sin embargo, hay una mención de Abbaddon (el Destructor), un ángel cuya verdadera identidad es un misterio, y que corresponde al Ángel del Abismo.
En algunos casos, la Muerte es quien causa la muerte de la víctima, lo que da origen a historias donde a esta se le puede engañar o sobornar permitiendo así que el condenado sobreviva gracias a su astucia, como en el caso de Sísifo que pudo "escapar" de Thánatos. Otras creencias sostienen que el espectro de la muerte es solo un psicopompo, que sirve para cortar los últimos lazos entre el alma y el cuerpo además de para guiar al difunto al otro mundo. De este modo la figura no tendría ningún control sobre el hecho de la muerte de la víctima. En muchos idiomas, como en las lenguas eslavas y romances (incluyendo el español), la muerte es personificada en forma femenina, mientras que en otros (como el inglés), se percibe como un personaje masculino.

## Por tradición  y cultura

### Cristianismo

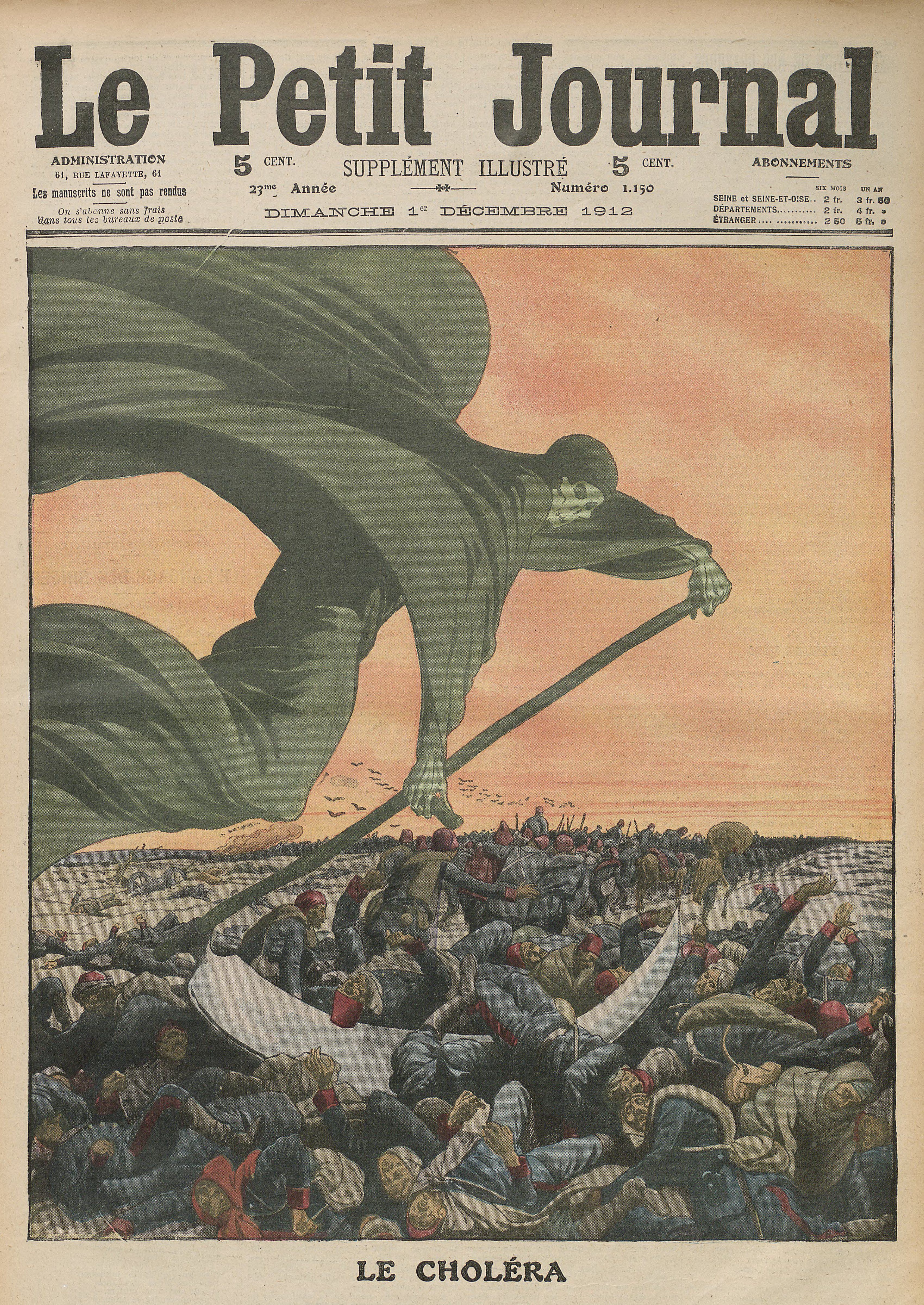
Dibujo de la Muerte debida al cólera, en el periódico Le Petit Journal.

La muerte es algo natural para los cristianos, ya que se considera un hecho que va a pasar o que sucedió. La muerte o la parca la describen como un esqueleto.

Pero Dios le resucitó -a Jesús- de los muertos, liberándolo de la agonía de la muerte, porque era imposible que la muerte pudiera mantener su control sobre él

Pasajes más tarde, sin embargo, son mucho más explícitas. Romanos 5 habla de la muerte como de «reina de la época de Adán hasta el tiempo de Moisés», y varios pasajes de las epístolas hablan de la estadía de Cristo en la cruz y su resurrección como una confrontación con la muerte. Estos versículos son: Rom. 6:9 y 2 Tim. 01:10. La muerte es todavía vista en las Escrituras. 1 Cor. 15:26 afirma «El último enemigo que será destruido es la muerte», lo que implica que la muerte no ha sido destruida de una vez por todas. Esta afirmación resulta cierta más tarde en el libro del Apocalipsis.
El autor de la Epístola a los Hebreos dice que Satanás «tiene el poder de la muerte» (Hebreos 2:14). Está escrito que el Hijo se hizo hombre porque su muerte podría destruir al diablo, que es la cabeza de la bestia a que se refiere el Apocalipsis.

Una de las cabezas de la bestia parecía tener una herida mortal, pero su herida mortal había sido curada
Apocalipsis 13:3

Y pondré enemistad entre ti y la mujer, y entre tu linaje y su linaje: ella te pisará en la cabeza, y tú le herirás en el calcañar
Génesis 3:15

Si la cabeza en la que fue fatalmente herido, pero curado, se refiere a la muerte, esto se corresponde con 2 Tim. 1:10, que dice que Jesús «ha destruido la muerte» y la implicación de que la muerte aún no se había destruido en 1 Cor. 15:26. La victoria sobre la muerte también se le conoce como vida eterna.
De la destrucción final de la muerte hace referencia Pablo en el capítulo quince de 1 Corintios, dice que después de la resurrección general, las profecías de Isaías 25:8 y 13:14 Oseas, «Destruirá la muerte para siempre», y «¿Dónde está, oh muerte, tu aguijón?» (Septuaginta), se cumplirán. Según Pablo, el poder de la Muerte se encuentra en el pecado, el cual es posible gracias a la Ley, y que Dios «nos da la victoria por nuestro Señor Jesucristo». La victoria sobre la muerte también se discute en el Apocalipsis de Juan.

### Islam

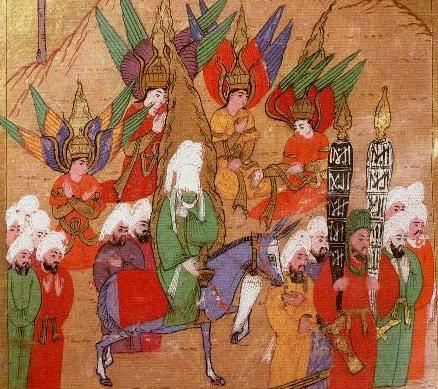
Una representación de Mahoma avanzando en la Meca de Siyer-i Nebi, un manuscrito otomano del. Los arcángeles Gabriel, Miguel, Rafael y Azrael, también se muestran.

En el islam la muerte es observada como un evento a celebrar en lugar de un ser temible. Es el paso del alma eterna en una dimensión más cercana a su creador que es visto como un punto de alegría, en vez de la miseria, el dolor o la tristeza. Según la tradición islámica, el profeta Mahoma señala que el dolor es una forma aceptable de lo que nos hace humanos, sin embargo prolongar el duelo a costa de la vida es inadecuado, especialmente a la luz de la transición de un mundo a otro.
La muerte es representada por Azra'il, uno de los arcángeles de Alá en el Corán.

## Por región

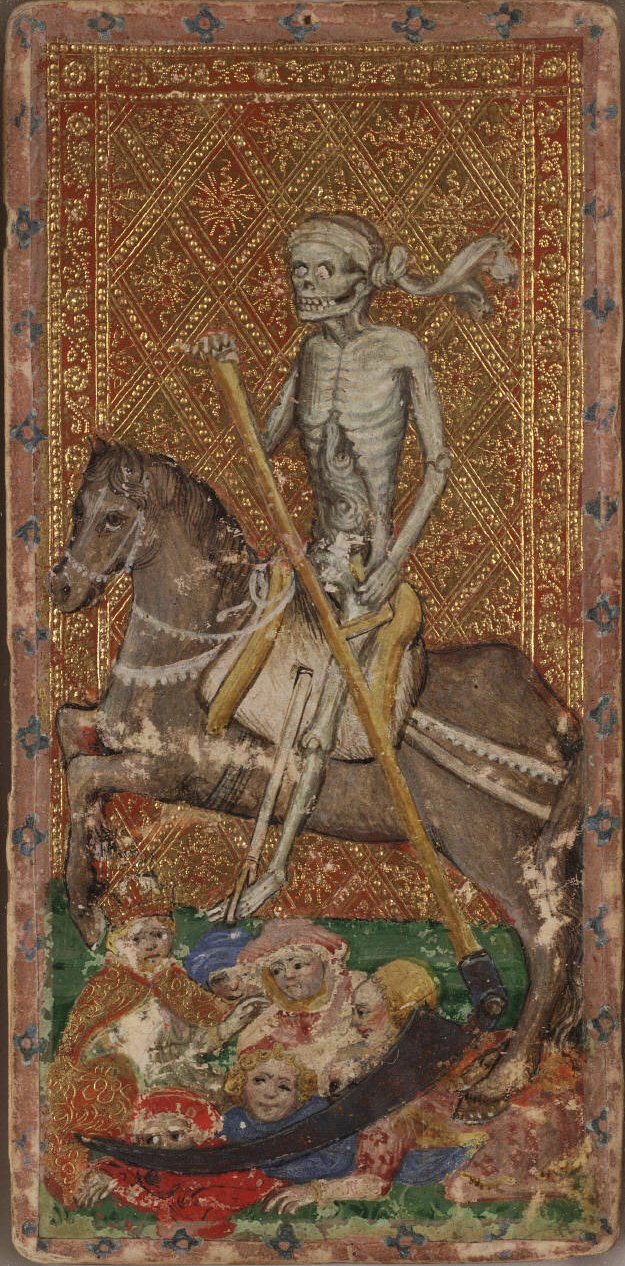
Carta de la Muerte del mazo de cartas de Tarot Cary-Yale.

### América

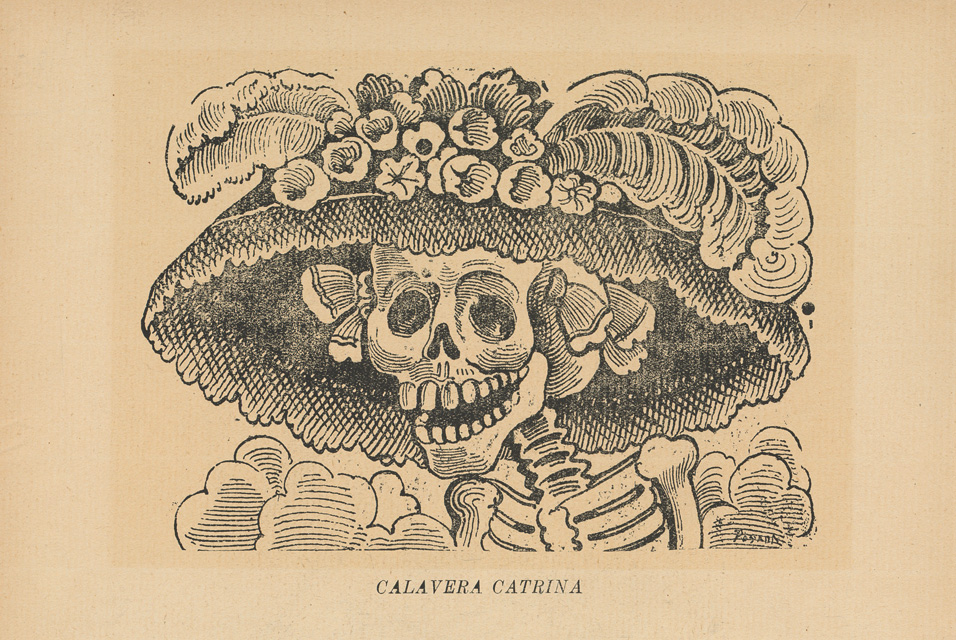
La Calavera Catrina

#### América Latina
Como ocurre en muchas lenguas romances (como el francés, el portugués, el italiano y el rumano), la palabra española para muerte es un nombre femenino. Como tal, es común en las culturas hispanohablantes personificar la muerte como una figura femenina.
En la mitología azteca, Mictecacihuatl es la "Reina de Mictlán" (el inframundo azteca), que gobierna el más allá con su esposo Mictlantecuhtli. Otros epítetos para ella incluyen "Dama de los Muertos", ya que su papel incluye velar por los huesos de los muertos. Mictecacihuatl era representada con un cuerpo descarnado y con la mandíbula abierta para tragarse las estrellas durante el día. Ella presidía los antiguos festivales de los muertos, que evolucionaron de las tradiciones aztecas al moderno Día de los Muertos tras la síntesis con las tradiciones culturales españolas.
También existía la diosa del suicidio, Ixtab. Era una diosa menor en la escala de la mitología Maya
. También era conocida como La Ahorcadora, ya que venía a ayudar a los que se habían suicidado.
Nuestra Señora de la Santa Muerte (Santa Muerte) es una deidad femenina o santa popular de la religión popular mexicana, cuya popularidad ha ido en aumento en México y Estados Unidos en los últimos años. Desde la época precolombina, la cultura mexicana ha mantenido cierta reverencia hacia la muerte, como se observa en la conmemoración generalizada del Día de Muertos. La Calavera Catrina, personaje que simboliza la muerte, es también un icono del Día de Muertos mexicano.

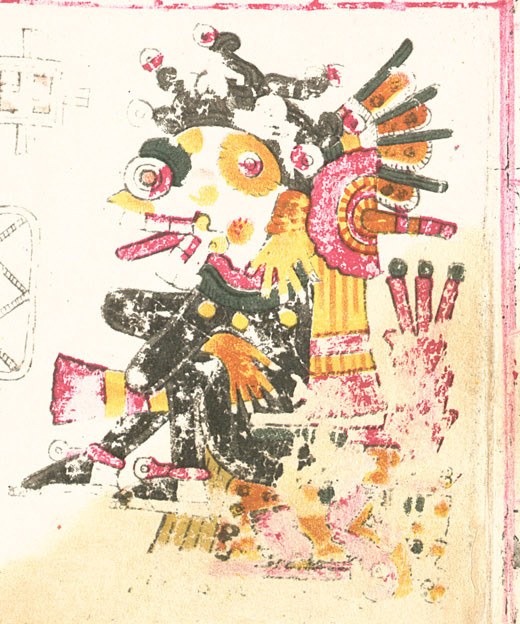
Mictlantecuhtli en el Códice Borgia

San La Muerte es un santo popular esquelético venerado en Paraguay, noreste de Argentina y sur de Brasil. Como resultado de la migración interna en Argentina desde la década de 1960, la veneración de San La Muerte se ha extendido también al Gran Buenos Aires y al sistema penitenciario nacional. San La Muerte es representado como una figura esquelética masculina que suele sostener una guadaña. Aunque la Iglesia católica en México ha atacado la devoción a San La Muerte como una tradición que mezcla el paganismo con el cristianismo y es contraria a la creencia cristiana de Cristo venciendo a la muerte, muchos devotos consideran la veneración a San La Muerte como parte de su fe católica. Los rituales relacionados y los poderes atribuidos a San La Muerte son muy similares a los de la Santa Muerte; el parecido entre sus nombres, sin embargo, es casual.
En la mitología azteca, Mictlāntēcutli, es el dios de los muertos, representado como un esqueleto o una persona que lleva un cráneo dentado.
En Guatemala, San Pascualito es un santo popular esquelético venerado como "Rey del Cementerio". Se le representa como una figura esquelética con una guadaña, a veces con capa y corona. Se le asocia con la muerte y la curación de enfermedades.
En la religión brasileña Umbanda, el orixá Omolu personifica la enfermedad y la muerte, así como la curación. La imagen de la muerte también se asocia a Exu, señor de las encrucijadas, que rige los cementerios y la hora de medianoche.
En el vudú haitiano, los Gede son una familia de espíritus que encarnan la muerte y la fertilidad. El más conocido de estos espíritus es el Barón Samedi.

### Asia

#### Asia Oriental
Yama fue introducido en la mitología china a través del budismo. En chino es denominado King Yan (t  閻王, s 阎王, p  Yánwáng) or Yanluo (t 閻羅王, s  阎罗王, p Yánluówáng), quien gobierna los diez dioses de Diyu el bajo mundo. Normalmente es representado usando un gorro tradicional de juez chino y con ropas tradicionales chinas y se encuentra representado en la mayoría de los diseños del dinero del infierno ofrecido en el culto a los ancestros. De China, Yama pasó a Japón como el Gran Dios Enma (閻魔大王, Enma-Dai-Ō), gobernante de Jigoku (地獄); en Corea como el Gran Rey Yeomra (염라대왕), gobernante de Jiok (지옥); y en Vietnam como  Diêm La Vương, gobernante de Địa Ngục o Âm Phủ.
Por otro lado, en la mitología coreana, la figura principal de la muerte es el "Emisario del Inframundo" Jeoseungsaja (저승사자, abreviado Saja (사자)). Se le representa como un burócrata severo y despiadado al servicio de Yeomna. Un psicopompo, escolta a todo —bueno o malo— de la tierra de los vivos al inframundo cuando llega el momento. Uno de los nombres representativos es Ganglim (강림), el Saja que guía el alma hasta la entrada del inframundo. Según la leyenda, siempre lleva Jeokpaeji (적패지), la lista con los nombres de los muertos escrita en un paño rojo. Cuando pronuncia el nombre en Jeokpaeji tres veces, el alma abandona el cuerpo y le sigue inevitablemente.
El Kojiki' cuenta que la diosa japonesa Izanami murió quemada al dar a luz al dios del fuego Hinokagutsuchi. Luego entró en un reino de noche perpetua llamado Yomi-no-Kuni. Su marido Izanagi la persiguió hasta allí, pero descubrió que su esposa ya no era tan bella como antes. Tras una discusión, ella prometió que quitaría mil vidas cada día, convirtiéndose en una diosa de la muerte, además de dar a luz a los dioses, Raijin y Fūjin, mientras estaban muertos. También existen dioses de la muerte llamados shinigami (死神), que se acercan más a la tradición occidental de la Parca; aunque son comunes en las artes y la ficción japonesas modernas, estaban esencialmente ausentes en la mitología tradicional.

#### India

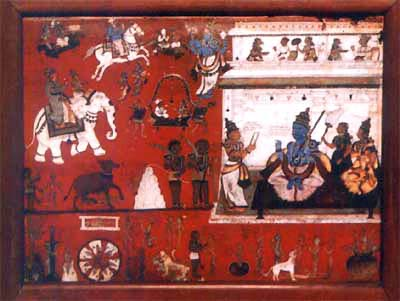
Yama, el señor hindú de la muerte, preside su corte en el infierno.

La palabra Sanskrit para designar la muerte es mrityu (cognado con el latín mors y el lituano mirtis), que suele personificarse en las religiones dhármicas.
En las escrituras hindúes, el señor de la muerte se llama Rey Yama (यम राज, Yama Rāja). También se le conoce como el Rey del Justicia kármica (Dharmaraja), ya que se consideraba que el karma de uno al morir conducía a una renacimiento justa. Yama monta un buffalo negro y lleva un lazo de cuerda para conducir el alma de vuelta a su hogar, llamado Naraka, pathalloka, o Yamaloka. Hay muchas formas de parcas, aunque algunos dicen que sólo hay una que se disfraza de niño pequeño. Sus agentes, los Yamadutas, llevan las almas de vuelta a Yamalok. Allí, todas las cuentas de las buenas y malas acciones de una persona son almacenadas y mantenidas por Chitragupta. El balance de estas acciones permite a Yama decidir dónde debe residir el alma en su próxima vida, siguiendo la teoría de la reencarnación. Yama is also mentioned in the Mahabharata as a great philosopher and devotee of the Supreme Brahman.

#### Oriente Próximo antiguo
Los cananeos del Levante mediterráneo de los siglo XIII y XII a. C. personificaban la muerte como el dios Mot (lit. "Muerte"). Era considerado hijo del rey de los dioses, El. Su combate con el dios de la tormenta Baal forma parte del ciclo mítico conservado en los textos ugaríticos. Los fenicios también adoraban a la muerte bajo el nombre de Mot y una versión de Mot se convirtió más tarde en Maweth, el diablo o ángel de la muerte en el judaísmo.

### Europa

#### Báltico

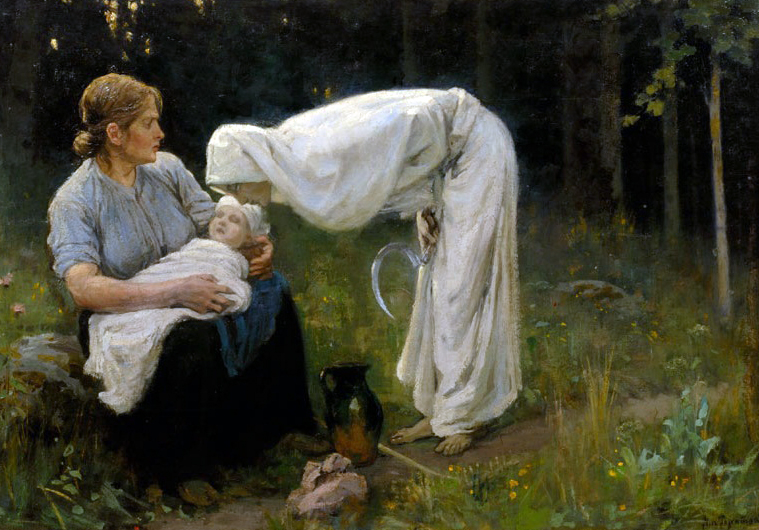
"Muerte" (Nāve; 1897) de Janis Rozentāls.

El pueblo letón llamaba a la Muerte Veļu māte, pero para el pueblo lituano era Giltinė, derivado de la palabra gelti ("picar"). Giltinė era vista como una mujer vieja y fea, con una larga nariz azul y una lengua mortalmente venenosa. La leyenda cuenta que Giltinė era joven, guapa y comunicativa hasta que quedó atrapada en un ataúd durante siete años. Su hermana era la diosa de la vida y el destino, Laima, símbolo de la relación entre principio y fin.
Al igual que los escandinavos, los lituanos y letones empezaron a utilizar la imagen de la Parca para referirse a la muerte.

#### Celta

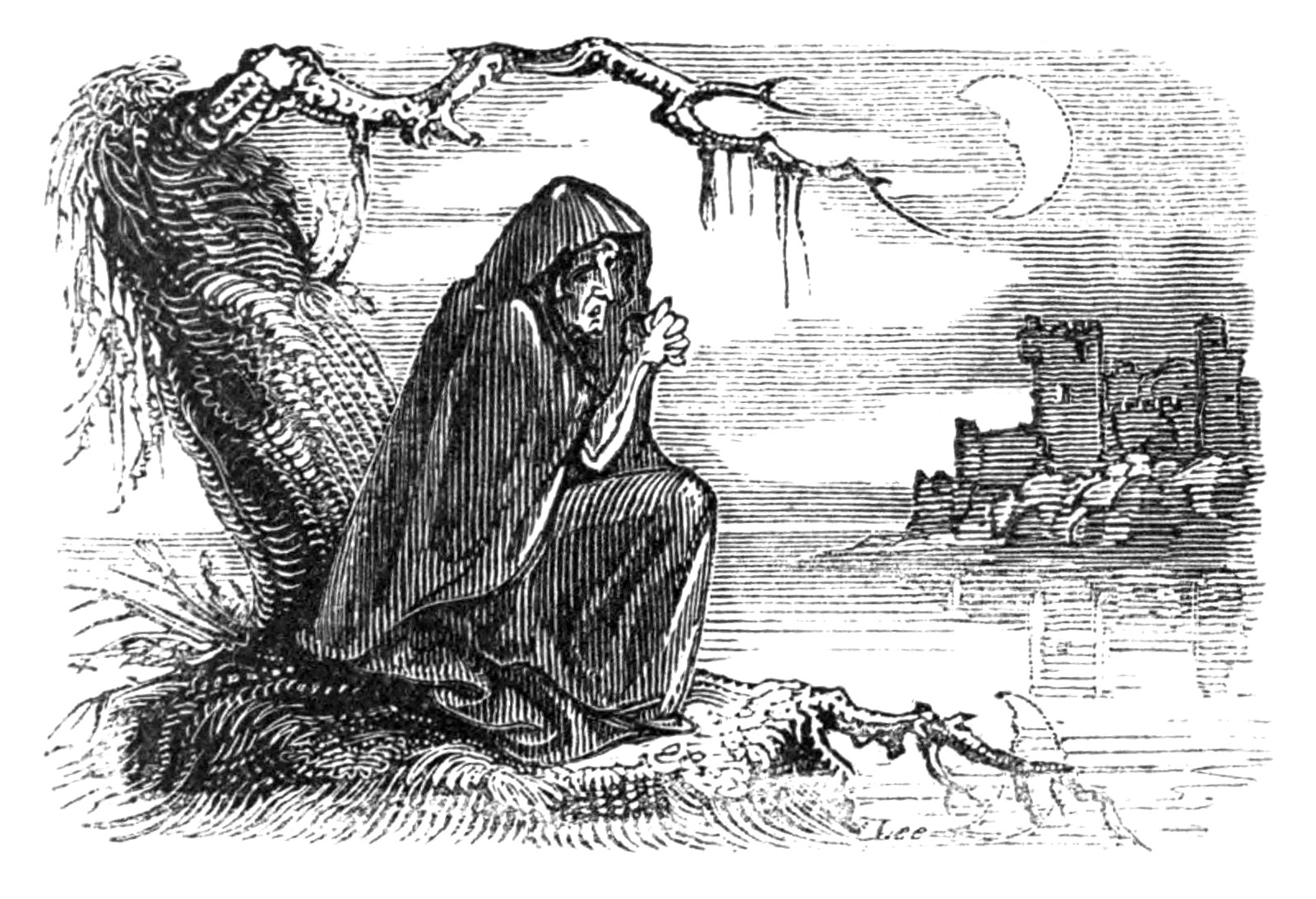
Bunworth Banshee, "Leyendas de hadas y tradiciones del sur de Irlanda", por Thomas Crofton Croker, 1825

En el folclore bretón, una figura espectral llamada Ankou (o Angau en lengua galesa) presagia la muerte. Normalmente, el Ankou es el espíritu de la última persona que murió en la comunidad y aparece como una figura alta y demacrada con un sombrero ancho y pelo largo y blanco o como un esqueleto con la cabeza giratoria. El Ankou conduce un carro o carreta mortuoria con un eje que cruje. El carro o carreta está repleto de cadáveres y una parada en una cabaña significa la muerte instantánea para los que van dentro.
La mitología irlandesa cuenta con una criatura similar conocida como dullahan, cuya cabeza estaría metida bajo el brazo (los dullahans no eran uno, sino toda una especie). Se decía que la cabeza tenía ojos grandes y una sonrisa que le llegaba hasta las orejas. El dullahan montaba un caballo negro o un carruaje tirado por caballos negros, se detenía en la casa de alguien a punto de morir, decía su nombre e inmediatamente la persona moría. A los dullahan no les gustaba que les observaran, y se creía que si un dullahan sabía que alguien le estaba observando, azotaba los ojos de esa persona con su látigo, que estaba hecho de una espina dorsal; o arrojaba un cuenco de sangre sobre la persona, lo que era señal de que la persona estaba a punto de morir.
La tradición gaélica también incluye un espíritu femenino conocido como Banshee (gaélico irlandés moderno: bean sí pron. banshee, literalmente mujer hada), que anuncia la muerte de una persona mediante chillidos o gemidos. Se suele describir a la banshee vestida de rojo o verde y con el pelo largo y despeinado. Puede adoptar diversas formas, como la de una bruja fea y espantosa, pero en algunos relatos opta por aparecer joven y hermosa. Algunos relatos cuentan que la criatura era en realidad un fantasma, a menudo de una mujer asesinada en concreto o de una madre que murió al dar a luz. Cuando aparecían varias banshees a la vez, se decía que indicaba la muerte de alguien grande o sagrado. En Irlanda y partes de Escocia, una parte tradicional del luto es la mujer que gime (bean chaointe), que gime un lamento -en Irish: Caoineadh, caoin que significa "llorar, lamentarse".
En el folclore escocés existía la creencia de que un perro negro, verde oscuro o blanco conocido como Cù Sìth llevaba a las almas moribundas al más allá. Existen figuras comparables en las historias irlandesas y galesas.
En el folclore galés, Gwyn ap Nudd es el escolta de la tumba, la personificación de la Muerte y el Invierno que lidera la Cacería Salvaje para recoger las almas descarriadas y escoltarlas al Otro Mundo, a veces es Maleagant, Arawn o Afallach en una posición similar.

#### Grecia
En la religión de la Antigua Grecia y la mitología griega, la Muerte (Thanatos) es uno de los hijos gemelos de Nyx (la noche). Al igual que ella, rara vez se le representa directamente. A veces aparece en el arte como un hombre alado y barbudo, y ocasionalmente como un joven alado y sin barba. Cuando aparece junto a su hermano gemelo, Hypnos, el dios del sueño, Tánatos representa generalmente una muerte suave. Tánatos, guiado por Hermes psicopompos, lleva la sombra del difunto a la orilla cercana del río Estigia, desde donde el barquero Caronte, tras el pago de una pequeña cantidad, transporta la sombra a Hades, el reino de los muertos. La Ilíada de Homero 16.681, y la representación de Euphronios Krater del mismo episodio, tienen a Apolo instruyendo el traslado del cuerpo del heroico, semi-divino Sarpedon del campo de batalla por Hypnos y Thanatos, y transportado desde allí a su tierra natal para los ritos funerarios apropiados.[cita requerida] Entre los otros hijos de Nyx están las hermanas de Thanatos, las Keres, espíritus bebedores de sangre y vengativos de la muerte violenta o prematura, representados como colmilludos y con garras, con vestiduras ensangrentadas.

#### Escandinavia

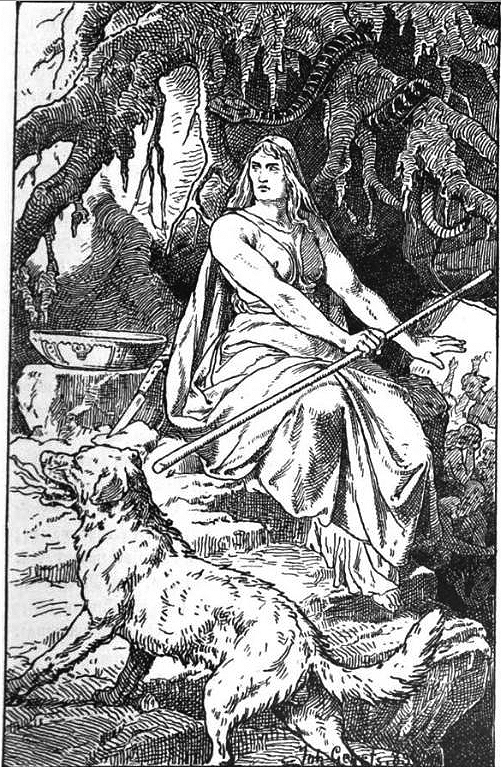
Hel (1889) de Johannes Gehrts, representada aquí con su sabueso Garmr

En Escandinavia, la mitología nórdica personificaba la muerte en la forma de Hel, diosa de la muerte y soberana del reino del mismo nombre, donde recibía una porción de los muertos. En los tiempos de la Peste Negra, la Muerte se representaba a menudo como una anciana conocida con el nombre de Pesta, que significa "bruja de la peste", con una capucha negra. Entraba en la ciudad con un rastrillo o una escoba. Si llevaba el rastrillo, algunas personas sobrevivirían a la plaga; sin embargo, si llevaba la escoba, todos morirían.
Los escandinavos adoptaron más tarde a la Parca con guadaña y túnica negra. En la actualidad, la película de Ingmar Bergman de 1957 El séptimo sello cuenta con una de las representaciones más famosas del mundo de esta personificación de la Muerte.

#### Eslavo

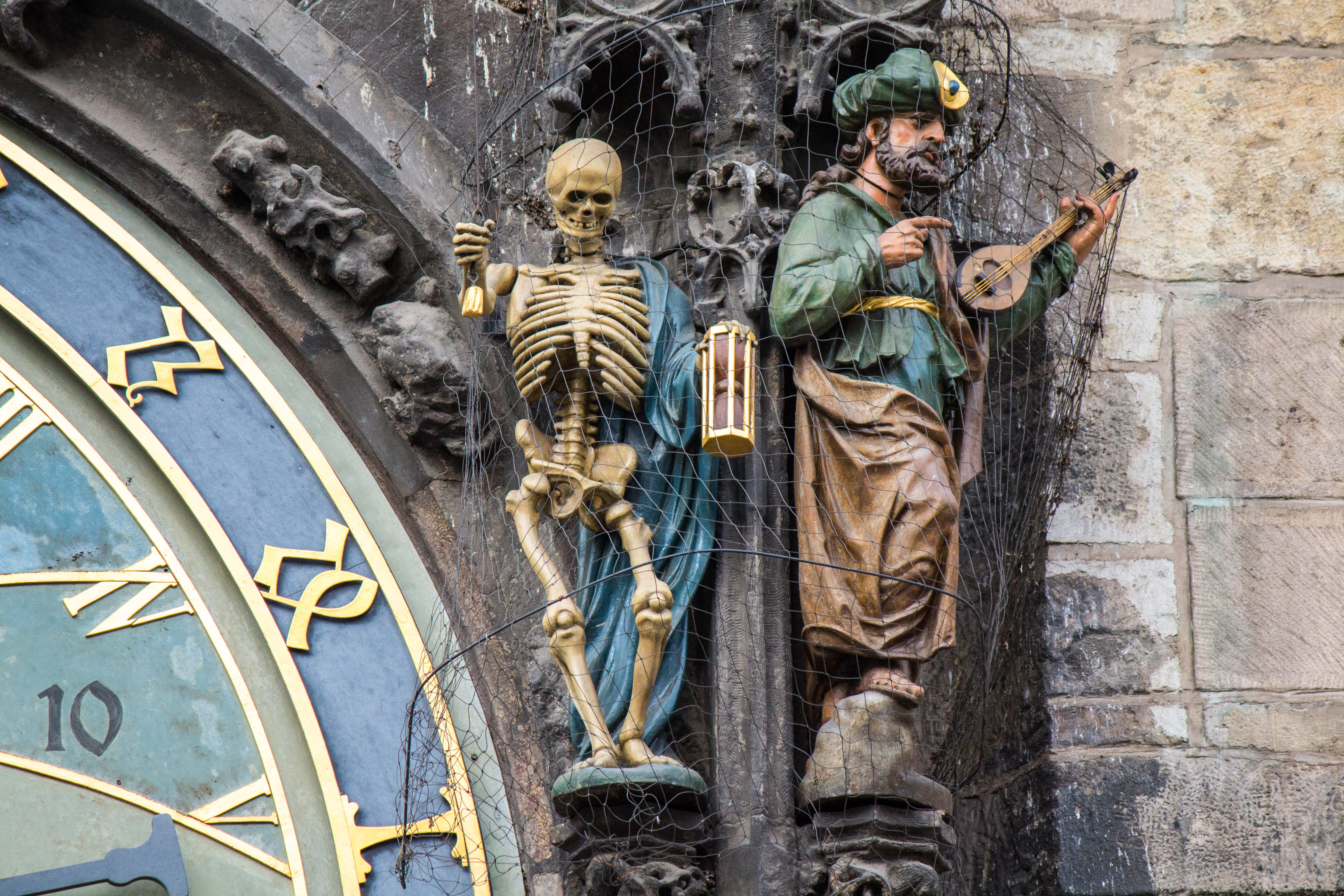
Reloj Astronómico de Praga

En Polonia, la Muerte - Śmierć o kostuch - tiene un aspecto similar a la Parca, aunque su túnica era tradicionalmente blanca en lugar de negra. Dado que la palabra śmierć es de género femenino, la muerte se representa con frecuencia como una anciana esquelética, tal y como se representa en el diálogo del siglo XV del maestro Polikarp. "Rozmowa Mistrza Polikarpa ze Śmiercią" (en latín: "Dialogus inter Mortem et Magistrum Polikarpum").
En Serbia y otros países eslavos del sur, la Parca es bien conocida como Smrt ("Muerte") o Kosač ("Segador"). A los eslavos les resultaba muy similar al Diablo y otros poderes oscuros. Un dicho popular sobre la muerte es: Smrt ne bira ni vreme, ni mesto, ni godinu ("La muerte no elige hora, lugar ni año" - lo que significa que la muerte es el destino.)
Morana es una diosa eslava del tiempo invernal, la muerte y el renacimiento. Tradicionalmente se crea una estatuilla del mismo nombre al final del invierno/principio de la primavera y simbólicamente se la saca de los pueblos para prenderle fuego y/o arrojarla a un río, que la aleja del mundo de los vivos.
En la República Checa, el reloj astronómico de Praga medieval lleva una representación de la Muerte marcando la hora. Una versión apareció por primera vez en 1490.

#### Países Bajos
En el Países Bajos, y en menor medida en Bélgica, la personificación de la Muerte es conocida como Magere Hein ("Hein el Delgado") o Pietje de Dood ("Pedro la Muerte"). Históricamente, a veces se le llamaba simplemente Hein o variaciones del mismo como Heintje, Heintjeman y Oom Hendrik ("Tío Hendrik"). Otros términos arcaicos relacionados son Beenderman ("Hombre-hueso"), Scherminkel (persona muy pobre, "esqueleto") y Maaijeman ("cortador-hombre", en referencia a su guadaña).
El concepto de Magere Hein es anterior al Cristianismo, pero fue Cristianizado y probablemente adquirió su nombre y características modernas (guadaña, esqueleto, túnica negra, etc.) durante la Edad Media. La designación "Meager" proviene de su representación como esqueleto, que fue en gran parte influenciada por el tema cristiano de la "Danza de la Muerte" (holandés: dodendans) que fue prominente en Europa durante la Baja Edad Media. "Hein" era un nombre del neerlandés medio originado como forma abreviada de Heinric (véase Henry (nombre de pila)). Su uso estaba posiblemente relacionado con el concepto alemán comparable de "Freund Hein"."[cita requerida] Cabe destacar que muchos de los nombres dados a la Muerte también pueden referirse al Diablo; es probable que el miedo a la muerte hiciera que el personaje de Hein se fusionara con el de Satán.
En Bélgica, esta personificación de la Muerte se llama ahora comúnmente Pietje de Dood "Pequeño Pete, la Muerte"." Al igual que los otros nombres holandeses, también puede referirse al Diablo.

#### Europa Occidental
En Europa Occidental, la Muerte ha sido comúnmente personificada como un esqueleto animado desde la Edad Media. Se dice que este personaje, al que a menudo se representa blandiendo una guadaña, recoge las almas de los moribundos o muertos recientes. En la cultura inglesa y alemana, la Muerte suele representarse como un hombre, pero en la cultura francesa, española e italiana, no es raro que la Muerte sea una mujer.
En Inglaterra, la "Muerte" personificada aparecía en obras teatrales de moralidad medieval, apareciendo posteriormente con regularidad en canciones populares tradicionales. El siguiente es un verso de "La muerte y la dama" (Roud 1031) cantado por Henry Burstow en el siglo XIX:
Bella dama, deshazte de esas ropas costosas,
no te enorgullezcas más de tu orgullo.
Abandona todo vano placer carnal.
A finales del siglo XIX, el personaje de la Muerte pasó a ser conocido como la Parca en la literatura inglesa. La aparición más temprana del nombre "Grim Reaper" en inglés es en el libro de 1847 The Circle of Human Life:
"Todos sabemos muy bien que la vida no puede durar más de setenta, o a lo sumo ochenta años. Si llegamos a ese término sin encontrarnos con la parca con su guadaña, allí o por allí, seguro que nos encontraremos con ella."

## Medios

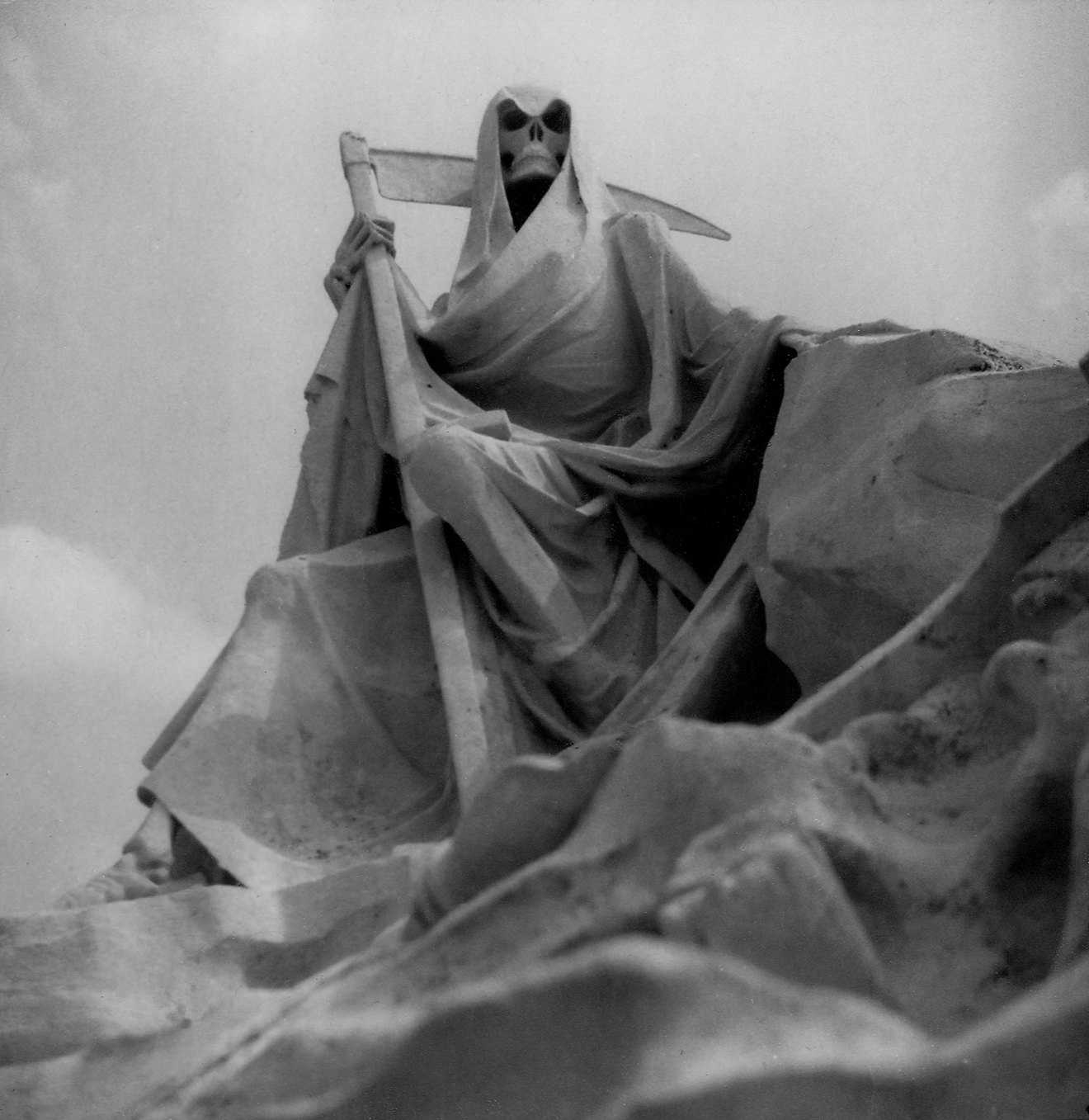
Entierro de Cathelineau, cementerio Chartreuse.

### Canciones

#### "La muerte no tiene piedad"
La canción de góspel blues de 1960 "La muerte no tiene piedad", compuesta y grabada por primera vez por Blind Gary Davis, retrata a la muerte como un visitante inevitable y periódico. Según el musicólogo David Malvinni, "presenta una personificación aterradora de la posibilidad instantánea y repentina [de] muerte en cualquier momento que podría haber surgido del enfrentamiento de la era medieval con la peste".

#### (Don't Fear) The Reaper
La canción de Blue Öyster Cult de 1976 " (Don't Fear) The Reaper ", grabada para su álbum Agents Of Fortune, alude a Grim Reaper en el título y la letra. La canción anima a la audiencia a no temer a la muerte, sino a pensar en ella como algo que inmortaliza el amor.

#### Creeping Death
La canción de Thrash metal de 1984 "Creeping Death", grabada por Metallica, hace referencia al ángel de la muerte, entre otros símbolos religiosos. El escritor Tom King lo describe como "una historia de justa ira bíblica y devastación directamente del Libro de las Revelaciones".

### Libros

#### Muerte (Muerte con InterrupcionesoMuerte a Intervalos)
La novela del premio Nobel José Saramago tiene como protagonista principal a una muerte antropomorfizada, que insiste en que su nombre se escriba en minúsculas. Se la representa como un esqueleto que puede cambiar de forma y ser omnipresente y tiene una guadaña, aunque no siempre la lleva. Su jurisdicción se limita al país imaginario donde sucede la historia y a la especie humana. Se da a entender que existen otras muertes con jurisdicción sobre diferentes formas de vida y territorios, así como una muerte y/o dios general. El libro trata de cómo la sociedad se relaciona con la muerte, como fenómeno y como personaje, y también cómo la muerte se relaciona con las personas a las que debe matar y con la soledad y el amor.

#### La Muerte (Mundodisco)
La muerte es un personaje ficticio de la serie Mundodisco de Terry Pratchett y se representa como una de las muchas muertes. Su jurisdicción es específicamente el propio Mundodisco; él es sólo una parte, o un siervo, de Azrael, la Muerte universal. La muerte ha aparecido en todas las novelas del Mundodisco, con la excepción de The Wee Free Men y Snuff. Mort, publicado en 1987, es la primera vez que la Muerte aparece como personaje principal.

#### Muerte (La ladrona de libros)
La muerte es el narrador de la novela de Markus Zusak de 2005 La ladrona de libros. Es un coleccionista de almas fallecidas en la historia. Cuenta la historia de la mayoría de edad de una niña que vio vivir en la Alemania nazi y sobrevivir a la Segunda Guerra Mundial.

#### Muerte (Harry Potter)
La muerte aparece en "The Tale of Three Brothers" en The Tales of Beedle the Bard de J. K. Rowling, una colección de cuentos de hadas que aparecen en su serie de Harry Potter. Tres hermanos evitan a la Muerte y la Muerte, furiosa por ser evitada, les ofrece regalos a los hermanos. Dos de estos regalos, la Varita de Saúco y la Piedra de la Resurrección conducen a la muerte de los dos primeros hermanos. El tercer hermano, dotado con la Capa de Invisibilidad evita a la Muerte hasta la vejez, donde luego va con la Muerte como un viejo amigo. Estos regalos se convirtieron en las Reliquias de la Muerte.

#### Muerte (Encarnaciones de la Inmortalidad)
La muerte es un cargo ocupado en la novela de 1983 de Piers Anthony Sobre un caballo pálido. El personaje Zane se convierte en Muerte después de un intento de suicidio que termina matando a la Muerte anterior. Sus compañeros de Encarnaciones, Tiempo y Destino, le enseñan y debe derrotar a la Encarnación del Mal, Satanás. Se le dan varios artículos para ayudarlo en su trabajo, incluido un reloj para detener la hora local, joyas para medir cuánto bien y mal hay en una persona para el juicio y su caballo pálido Mortis, que a menudo toma la forma de un automóvil pálido. . Zane as Death aparece en las siguientes novelas de Anthony, en particular Bearing an Hourglass.

#### Charlie Asher (Un trabajo sucio)
La muerte es una carrera en Un trabajo muy sucio de Christopher Moore. Charlie Asher es elegido para ser un "mercader de la muerte" para recuperar almas y protegerlas de las fuerzas oscuras mientras maneja su historia y cría a su hija recién nacida.

### Cómics

#### Muerte (DC Comics)
La muerte apareció por primera vez en The Sandman vol. 2, #8 (agosto de 1989), y fue creado por Neil Gaiman y Mike Dringenberg. Ella es a la vez una encarnación de la muerte y un psicopompo en The Sandman Universe, y se la representa como una figura con los pies en la tierra, alegre y cariñosa. Muerte es el segundo nacido de The Endless y dice: "Cuando el último ser vivo muera, mi trabajo habrá terminado. Pondré las sillas sobre las mesas, apagaré las luces y bloquearé el universo detrás de mí cuando me vaya".
Muerte también aparece brevemente en Fables # 11 (mayo de 2003) titulado "Bag O 'Bones", donde Jack Horner atrapa a la Muerte en una bolsa mágica que nunca se llena. No ha habido indicios de si Fables tiene alguna conexión con el universo de Sandman.

#### Muerte (Marvel Comics)
El personaje apareció por primera vez en Captain Marvel #26 (junio de 1973) y fue creado por Mike Friedrich y Jim Starlin. La Muerte es una entidad abstracta, la encarnación del final de la vida en el Universo Marvel, y reside dentro de una dimensión de bolsillo conocida como el Reino de la Muerte. El personaje puede cambiar de apariencia a voluntad que se muestra en una historia del Capitán Marvel donde el plan de Thanos para conquistar el universo, mientras el personaje se determina a demostrar su amor por la Muerte al destruir toda la vida. Sin embargo, se la ve comúnmente en una relación con Deadpool.

#### Lady MacDeath (Bug-a-Boo)
Lady MacDeath es una Parca, la personificación de la Muerte que es responsable de perseguir a todas las personas a las que les ha llegado el momento de morir, aunque a diferencia de una Parca típica, su cuerpo no se representa como hecho de huesos. Ella usa su hoz para matar personas, golpeándolas en la cabeza, y luego lleva sus almas al purgatorio, para que sean juzgadas y enviadas al infierno o al cielo (a veces después de mucha burocracia). Siempre lleva una lista con el nombre de las personas que debe matar ese día. La mayoría de sus historias presentan una búsqueda, a veces salpicada de luchas que enfrentan personas normales todos los días. Mauricio de Sousa dice que el objetivo de crearla es "tomar la muerte menos en serio, mientras no nos llegue".

### Cine

#### La Muerte se Toma unas Vacaciones(1934)
Después de años de cuestionar por qué la gente le teme, Death toma forma humana durante tres días para poder mezclarse entre los mortales y encontrar una respuesta. Encuentra un anfitrión en Duke Lambert después de revelarse a sí mismo y sus intenciones al duque, y se instala temporalmente en la villa del duque. Sin embargo, los acontecimientos pronto se salen de control cuando Death se enamora de la hermosa joven Grazia. Mientras lo hace, Duke Lambert, el padre del amante mortal de Grazia, Corrado, le ruega que abandone a Grazia y la deje entre los vivos. La muerte debe decidir si buscar su propia felicidad o sacrificarla para que Grazia pueda vivir.
La película estadounidense de 1998 ¿Conoces a Joe Black? se basa libremente en la película de 1934. Mientras está en la Tierra, la Muerte, que vive bajo el nombre de Joe Black, recluta al rico Bill Parrish para que sea su guía hacia la vida mortal y, a cambio, garantiza que Bill no morirá mientras sirva como guía de "Joe". Joe se enamora de la hija menor de Bill, Susan, residente de medicina interna, y aprende el significado de la amistad y el amor.

#### El séptimo sello(1957)
La muerte es uno de los personajes principales de la película de fantasía histórica sueca de 1957 El séptimo sello. La película cuenta la historia de un caballero que se encuentra con la Muerte, a quien desafía a una partida de ajedrez, creyendo que puede sobrevivir mientras el juego continúe.
Estas escenas se parodiaron en la película de comedia de 1991 Bill & Ted's Bogus Journey, en la que los personajes principales vencieron repetidamente a la Muerte jugando una variedad de juegos de mesa familiares como Battleship y Twister. La Muerte continúa acompañando a Bill y Ted durante el resto de la película como un personaje secundario importante. La escena de "El séptimo sello" también se parodia en una obra de teatro de un acto de Woody Allen llamada "Muerte", en la que la personificación de la muerte acepta jugar al gin rummy y pierde mucho, alterando sus planes de "tomar" su oponente

#### Las aventuras del barón Munchausen(1988)
A lo largo de la película, Munchausen es perseguido por la Muerte, un ángel esquelético con alas de cuervo, que lleva una guadaña en una mano y un reloj de arena en la otra. Al final, la Muerte, en la forma de un médico sombrío, extrae la brillante fuerza vital de Munchausen, y Munchausen recibe un lujoso funeral antes de afirmar audazmente que fue "una de las muchas veces que me enfrenté a la Muerte".

#### Serie de películas Destino final(2000-2011)
En cada una de las películas de Destino final, uno de los protagonistas experimenta la premonición de un desastre inminente. Cuando estas visiones se hacen realidad, los protagonistas logran evitar el daño, aunque muchas personas inocentes mueren. Sus escapes alteran el diseño previsto por la Muerte, que, aunque nunca se presenta como una entidad física, se describe como una fuerza sobrenatural omnisciente. En cada película, los personajes aprenden que nunca podrán escapar realmente de la muerte y que están condenados a ser asesinados uno por uno.

#### Pinocho de Guillermo del Toro(2022)
En esta película, la Muerte (con la voz de Tilda Swinton) reside en el más allá. Ella es la hermana de Wood Sprite y se representa como una quimera.

#### El Gato con Botas: el último deseo(2022)
A lo largo de los acontecimientos de la película, el Gato con Botas titular es perseguido por el aterrador lobo de capa negra (con la voz de Wagner Moura), que empuña  hoces gemelas y anuncia su presencia ominosa con silbidos inquietantes. Su avistamiento evoca constantemente terror en el gato, luego de su primer encuentro en el que el Gato perdió su espada y fue herido por una cuchilla por primera vez. Finalmente, Lobo se enfrenta a Gato una vez más y se revela como la personificación de la Muerte. Afirma su disgusto y enojo por la falta de respeto de Gato por el concepto de muerte y la falta de valor otorgado a sus ocho vidas anteriores, así como su intención de matar a Gato de una vez por todas. Sin embargo, aunque logra desarmar parcialmente a la Muerte durante su duelo final, Gato reconoce que sabe que nunca podrá derrotarlo de verdad. Aunque la Muerte inicialmente se siente frustrado, aprecia el crecimiento del carácter de Gato y le dice que viva bien su última vida y se va como un nuevo respeto forjado entre ellos.

### Televisión
En 1987, el gobierno australiano produjo un controvertido comercial con Grim Reaper para concienciar al público sobre el peligro del VIH/sida.
Grim Reaper es uno de los personajes principales de la serie de Cartoon Network de la década de 2000 The Grim Adventures of Billy & Mandy, donde generalmente se lo conoce como Grim y es la voz de Greg Eagles con un pronunciado acento jamaicano.
Grim Reaper ("Death") aparece en algunos episodios tempranos de Padre de familia como un personaje con la voz de Norm Macdonald en la primera aparición y de Adam Carolla en apariciones posteriores.
La serie de televisión de Showtime Tan muertos como yo presenta a un pequeño equipo de personajes que asumen el papel del "parca", eliminando las almas de las personas justo antes de su muerte inminente. A diferencia de la mayoría de las representaciones de la Muerte, el programa representaba "parca" como título de trabajo, en manos de varias personas a la vez.
En el programa de televisión infantil británico Horrible Histories, Muerte (interpretado por Simon Farnaby) es un personaje recurrente que aparece en el segmento "Stupid Deaths" y más tarde en su sexta serie "Chatty Deaths".
En el programa de televisión Supernatural, la Muerte fue interpretada por Julian Richings y apareció en cinco episodios. Su primera aparición fue en el episodio 21 de la temporada 5 "Dos minutos para la medianoche" (2010) y apareció por última vez en el episodio 23 de la temporada 10 "Brother's Keeper" (2015). Death aparece como uno de los cuatro jinetes y el líder de los Grim Reapers. Los hermanos Sam y Dean intentan derrotar a los cuatro jinetes cuando se rompe su sello y comienzan a arrasar el mundo para evitar el apocalipsis. Aunque lograron detener a los otros tres, no tenían poder frente a la Muerte e hicieron un trato con él. Se muestra que el papel principal de la Muerte es matar a aquellos a quienes se les acabó el tiempo y luego un ángel de la muerte los llevará al más allá. Dean aprendió por las malas las consecuencias de no matar a la gente cuando se les acabó el tiempo cuando la Muerte lo desafió a hacer su trabajo durante 24 horas a cambio de recuperar el alma de Sam atrapada en el sello de Lucifer en el Infierno. La muerte se representa como una de las entidades más poderosas del programa, junto con The Endless y God.

### Teatro

#### Musical vienés de Elisabeth(1992)
La personificación de la Muerte o Grim Reaper es el papel principal masculino en el musical vienés de 1992, que representa la vida ficticia de la emperatriz titular de Austria-Hungría y sus enredos y obsesión con la Muerte. Las representaciones de la muerte varían entre producciones de andróginas a masculinas, vestidas en varios momentos de negro o de blanco. 

### Videojuegos
La personificación de la Muerte aparece muchas veces en muchos juegos diferentes, especialmente Castlevania y Los Sims. Casi todas las iteraciones de un personaje de "Death" o "Grim Reaper" presentan la mayoría de las mismas características que se ven en otros medios y la cultura pop: un esqueleto con una capa y empuñando una guadaña. Darksiders II tiene a Muerte como el personaje del jugador.
En League of Legends, la Muerte se personifica en la forma de Kindred, un dúo de cordero y lobo.
En Mega Man X4, Sigma, el villano de la franquicia, en su primera fase de batalla, tiene una guadaña y una capa negra puesta, lo cual recuerda a representación de "La muerte"